# 曾侯乙
曾侯乙（そうこういつ、そこうおつ、紀元前477年頃 - 紀元前433年4月1日）は、戦国曾の君主。名前は姫 乙（き いつ）。

## 生涯
史書に記載はないが1978年に曾侯乙墓から発掘された銘文には死没の日が「三日甲寅」とあり、紀元前433年4月1日に45歳前後で死去したと見られている。
曾侯乙墓からは生活用品、礼器、兵器、竹簡等といった貴重な文物が大量に出土した。その中でも国家一級文物に指定された編鐘が最も著名であり、上海国際博覧会で展示された。

## 参考資料
- 石黒ひさ子「曾侯乙墓出土竹簡についての一考察」『駿台史學』第95巻、駿台史学会、1995年10月2日、34-66頁。